# Flaveria haumanii
Flaveria haumanii là một loài thực vật có hoa trong họ Cúc. Loài này được Dimitri & Orfila mô tả khoa học đầu tiên năm 1985.